# فدراسیون فوتبال پرتغال
فدراسیون فوتبال پرتغال (به پرتغالی: Federação Portuguesa de Futebol) به‌اختصار اف‌پی‌اف (FPF)، نهاد اداره‌کننده فوتبال پرتغال است. این فدراسیون، جام حذفی فوتبال پرتغال، سوپر جام فوتبال پرتغال، سطح جوانان، فوتبال بانوان، فوتبال ساحلی، فوتسال، و هم‌چنین تیم ملی فوتبال مردان پرتغال و بانوان آن را در برمی‌گیرد. مقر این فدراسیون در لیسبون، پایتخت پرتغال قرار دارد.